# Snyman Prinsloo
Snyman Prinsloo (né le 22 mai 1984) est un athlète sud-africain, spécialiste du sprint.

## Palmarès

### Jeux du Commonwealth
- Jeux du Commonwealth de 2006 à Melbourne ( Australie)
  - éliminé en série sur 200 m
  -  Médaille d'argent en relais 4 × 100 m

## Meilleures performances
- 100 m : 
  - 10.1hA -0.9 	2rB 	Pretoria	14 Jan 2006
  - 10.32A 1.0 	2 	Potchefstroom	2 fév 2007
- 200 m : 20.70A 	0.2 	1rA 	Pretoria	27 Jan 2006
- 200 m en salle : 22.18 5 	Gand	26 fév 2006
- 300 m en salle : 34.76 	5 	Liévin	3 Mar 2006